# 9842 Funakoshi
A 9842 Funakoshi (ideiglenes jelöléssel 1989 AS1) a Naprendszer kisbolygóövében található aszteroida. Endate Kin és Vatanabe Kazuró fedezte fel 1989. január 15-én.